# Ai Suru Kimi ga Soba ni Ireba
«Ai Suru Kimi ga Soba ni Ireba» es el segundo sencillo lanzado por la cantante japonesa Hayami Kishimoto en agosto del año 2003.

## Canciones
1. «Ai Suru Kimi ga Soba ni Ireba»
2. «Aitakute»
3. «Ai Suru Kimi ga Soba ni Ireba» (Instrumental)